# 惠勒縣 (俄勒岡州)
惠勒縣（英語：Wheeler County）是美国俄勒冈州中北部的一個縣，面積4,443平方公里。根據美国人口普查局2023年估計，共有人口1,436人。縣治福斯尔（Fossil）。1899年2月17日設縣；縣名紀念建立達爾斯與峽谷城之間郵政馬車服務的亨利·H·惠爾（Henry H. Wheeler）。